# Многочлен
Многочлен или полином на реална променлива {\displaystyle x} е функция, която се дефинира като сума от неотрицателните числени степени на {\displaystyle x}, умножени с реални числа, т.е. алгебричен израз от вида:
{\displaystyle \textstyle {P(x)=\sum _{i=0}^{n}a_{i}x^{i}=a_{n}x^{n}+a_{n-1}x^{n-1}+...+a_{1}x+a_{0}}} при {\displaystyle a_{n}\neq 0}
Отделните събираеми в израза се наричат едночлени или мономи, числата {\displaystyle \displaystyle {a_{1},a_{2},...,a_{n}}} – коефициенти, а {\displaystyle n} – степен на многочлена. Освен на една, многочлените могат да са функции и на повече от една променлива.
Над множеството от многочлени на една реална променлива се въвеждат две операции – събиране и умножение, спрямо които множеството представлява пръстен с единичен елемент – единичният елемент на {\displaystyle R[x]}. Многочлените се подчиняват на асоциативния, комутативния и дистрибутивния закон. В сила са следните твърдения:
- Два многочлена се наричат равни, когато са от една и съща степен и имат едни и същи коефициенти пред еднаквите степени.
- Сумата на два многочлена {\displaystyle \textstyle {f(x)=\sum _{i=1}^{n}a_{i}x^{i}}} и {\displaystyle \textstyle {g(x)=\sum _{j=1}^{m}b_{j}x^{j}}} е многочлен {\displaystyle \textstyle {h(x)=\sum c_{k}x^{k}}}, където {\displaystyle \textstyle {c_{i}=a_{i}\pm b_{i}}} и {\displaystyle \textstyle {k=max(i,j)}}
- При същите означения, произведението на два многочлена е многочлен {\displaystyle \displaystyle {h(x)=a_{n}b_{m}x^{n+m}+(a_{n-1}b_{m}+a_{n}b_{m-1})x^{n+m-1}+...+(a_{0}b_{2}+a_{1}b_{1}+a_{2}b_{0})x^{2}+(a_{1}b_{0}+a_{0}b_{1})x+a_{0}b_{0}}}